# Емблема на Малдивите
Националната емблема на Малдивите се състои от кокосова палма, полумесец и две национални знамена, пресичащи се с традиционния девиз на държавата.

## Интерпретация
Изобразената кокосова палма представлява поминъка на нацията според малдивските фолклор и традиция. Жителите смятат, че това е най-полезното дърво за тях, тъй като те използват всяка част от дървото в различни приложения, вариращи от медицина до изграждане на лодка. Полумесецът и придружаващата го звезда олицетворяват ислямската вяра съответно на държавата.
Думите на свитъка Ad-Dawlat Al-Mahaldheebiyya са написани в арабския стил насх. Те са използвани от известен малдивски султан. Заглавието Ad-Dawlat Al-Mahaldheebiyya (на арабски: الدولة المحلديبية) означава „държавата на Махал Дибиат“. Това е името, което Ибн Батута и други средновековни арабски пътешественици използвали за означаване на Малдивите.